# 大苴站
大苴站是位于云南省姚安县弥兴镇大苴村的一个铁路车站，有广大铁路经过该站，车站建于2000年。现仅办理货运，不办理客运业务，车站及其上下行区间已电气化。车站距离广通站93公里，隶属昆明铁路局，是五等站。